# 水燃料车
水燃料車是假設中一種不需使用汽油等燃料，而可使用水當成動力的車輛，宣稱完全不會汙染環境，但目前未被主流科學所認可。

## 科學推论
依目前科學認知，加水就能跑的汽車在科學上是不可能的，下列將水電解成氫和氧，
2H2O → 2H2 + O2
然後再將氫和氧燃燒產生能量。
2H2 + O2 → 2H2O
由于上面兩個反應只是同一個反應的正逆反應，所以反应沒有任何能量輸出。
即使整台車能跑，跑的能量實際上也來自於汽車的電池（为第一步电解反应供电）。「加水就能跑的車子」只是效能很糟的電動車，自然不會有公司願意生產。
因此，水的電解與氫氧燃燒，無法成為主要的動力來源。仍需其他動力來源，如傳統的汽油或柴油引擎，或是太陽能電池。
除此之外，加水與少量高濃縮的辛烷混合作為燃料。為了演出加水就能跑的假象，辛烷常事先加入。

## 案例
2019年，庞青年旗下的青年汽车与南阳市高新区合作的氢能源整车项目，因为闹出 “加水就能跑”的神话，而被舆论质疑以“水氢车”为噱头“骗取政府补贴”。2020年3月，青年汽车集团旗下主要造车实体金华青年汽车宣布开始破产清算。